# Ait Saadelli
Ait Saadelli (en àrab آيت سعدلي, Āyt Saʿdallī; en amazic ⴰⵢⵜ ⵙⵄⴷⵍⵍⵉ) és una comuna rural de la província de Khénifra, a la regió de Béni Mellal-Khénifra, al Marroc. Segons el cens de 2014 tenia una població total de 2.540 persones.